# Biogoriva u zračnom prometu
Zrakoplovno biogorivo je biogorivo koje se koristi za zrakoplove. Neki smatraju da je primarno sredstvo kojim zrakoplovna industrija može smanjiti svoje emisije ugljikovog dioksida. Nakon višegodišnjeg testiranja koje su proveli proizvođači zrakoplova, proizvođači motora i naftne tvrtke, biogoriva su odobrena za komercijalnu upotrebu u srpnju 2011. Od tada je u nekoliko zrakoplova biogorivo korišteno eksperimentalno pri komercijalnim letovima. Fokus zrakoplovne industrije sada se okrenuo drugoj generaciji održivih biogoriva koja se ne proizvode od biljaka koje mogu služiti za hranu, niti su glavni potrošači primarnog poljoprivrednog zemljišta ili slatke vode. NASA je utvrdila da upotreba od 50% mješavine biogoriva u zrakoplovstvu može smanjiti onečišćenje zraka uzrokovano zračnim prometom za 50-70%. Na žalost, čini se da održivo zrakoplovno biogorivo i ritam njegove proizvodnje nisu još dovoljno usavršeni da bi se postigao cilj Međunarodne udruge za zračni promet IATA-e za smanjenje emisije ugljikovog dioksida do 2050. godine.

## Što je do sad napravljeno
Ispitivanja u kojima su korištene alge kao sirovina za proizvodnju biogoriva su vršile kompanije Lufthansa i Virgin Atlantic još 2008. godine, iako postoji mala vjerojatnost da je korištenje algi razumni izvor za zrakoplovna biogoriva. No ipak, se do 2015. godine, uzgoj masnih metil estera, masnih kiselina i alkena iz algi, Isochrysis, smatrao idejnim rješenjem za dobivanje sirovina za proizvodnju zrakoplovnih biogoriva. Od 2017. godine, malo se napredovalo u proizvodnji zrakoplovnog biogoriva iz algi, jer su neka predviđanja da se od algi do 2050. može osigurati samo 3 do 5% potreba za gorivom. Na žalost, mnoge tvrtke koje su se bavile proizvodnjom algi kao sirovinom za industriju biogoriva, koje su osnovane početkom 21. stoljeća,  su se zatvorile ili promijenile svoj razvoj poslovanja prema ostalim proizvodima kao što su kozmetika, stočna hrana ili specijalni naftni proizvodi.

## Razlozi za upotrebu zrakoplovnih biogoriva
Udio zrakoplovnih tvrtki u emisijama stakleničkih plinova je u porastu jer se povećava broj zračnih putovanja. Sve više vozila koristi alternativna goriva poput etanola i biodizela. Trenutno, zrakoplovstvo predstavlja 2% globalnih emisija stakleničkih plinova, ali se očekuje da će rasti do 3% do 2050. godine. Pored izgradnje učinkovitijih zrakoplova koji rade na gorivo, mijenjanje izvora goriva jedna je od rijetkih opcija zrakoplovne industrije za smanjenje emisije ugljika. Dok se istražuju zrakoplovi na solarnu, električnu i vodikovu energiju za koje se ne očekuje da će biti ostvarivi u bliskom ili srednjoročnom razdoblju zbog potrebe zrakoplovstva za velikim omjerom snage i težine.

## Problemi i izazovi
Problem je taj da biodizel koji se čuva duže vrijeme oksidira, naročito pri niskim temperaturama, što uzrokuje da se pretvara u gel. Neki aditivi poboljšavaju hladnu vremensku toleranciju biodizela, ali samo za nekoliko stupnjeva. Drugi problem taj da se gumeni materijali na bazi nitrila šire u prisutnosti aromatskih spojeva koji se nalaze u konvencionalnom naftnom gorivu. Čisto biogorivo koja se ne miješa s naftom i ne sadrži dodatke na bazi parafina može uzrokovati smanjenje gumenih brtvi i crijeva. Proizvođači počinju koristiti zamjenu sintetičke gume (Viton) za brtve i cijevi. Viton nije osjetljiv na biogorivo pa se nameće kao moguće rješenje za ovaj problem. Američko ratno zrakoplovstvo pronašlo je štetne bakterije i gljivice u zrakoplovima s biogorivom pa koriste pasterizaciju kako bi ih dezinficirali.

## Industrijske obveze i suradnje
Međunarodna udruga zračnog prometa (IATA) podupire istraživanje, razvoj i implementaciju alternativnih goriva. IATA smatra da je do 2020. godine ostvarivo 6% udjela održivih biogoriva druge generacije, a Boeing podržava cilj od 1% globalnih zrakoplovnih biogoriva do 2015. godine. To podupire ciljeve zrakoplovne industrije da do 2020. godine zaustave rasta ugljičnog dioksida i 50% smanjenje emisija ugljičnog dioksida do 2050. godine (u odnosu na osnovnu razinu iz 2005.). Grupa zainteresiranih zrakoplovnih kompanija formirala je Grupu održivog goriva u zračnom prometu (SAFUG). Grupa je osnovana 2008. godine u suradnji s podrškom nevladinih organizacija kao što su Vijeće za obranu prirodnih resursa i Okruglog stola za održiva biogoriva (RSB). Članovi su zrakoplovne tvrtke koje predstavljaju više od 15% zrakoplovne industrije, a svi izvršni direktori tih tvrtki potpisali su zalog za rad na razvoju i korištenju održivih biogoriva u zrakoplovstvo. Boeing se priključio u drugu grupu zrakoplovnih tvrtki, u Organizaciju biomase algi (ABO).

## Proizvodnja i izvori
Zrakoplovna goriva su mješavine velikog broja različitih ugljikovodika. Raspon njihovih veličina (molekularne težine ili ugljikovih brojeva) ograničen je zahtjevima za proizvod, na primjer, točku smrzavanja ili dimnu točku. Zrakoplovna goriva se ponekad klasificiraju kao kerozin ili goriva na bazi nafta. Kerozinski tip goriva uključuju Jet A, Jet A-1, JP-5 i JP-8. Zrakoplovna goriva na bazi nafte, koja se ponekad naziva i "široko izrezana" zrakoplovna goriva, uključuju Jet B i JP-4. "Drop-in" biogoriva su biogoriva koja mogu u potpunosti zamijeniti konvencionalna zrakoplovna goriva. Proizvodnja "drop-in" zrakoplovnog biogoriva iz prirodnih izvora je ASTM i razdvojio se u dvije opcije.

### Bio-SPK
Prva opcija uključuje upotrebu ulja koja se ekstrahira iz biljnih i životinjskih izvora kao što su jatrofa, alge, loj, druga otpadna ulja, palma i podlanka da bi se proizvodio bio-SPK (bio sintetski parafinski kerozin) krekiranjem i hidroprocesom. Uzgoj algi za stvaranje zrakoplovnog biogoriva je obećavajuć ali je još uvijek tehnologija u nastajanju. Tvrtke koje rade na zrakoplovnim biogorivima baziranim na dobivanju iz algi su Solazyme, Honeywell UOP, Solena, Sapphire Energy, Imperium Renewables i Aquaflow Bionomic Corporation. Sveučilišta koja rade na algama su Arizona State University i Cranfield University. Glavni ulagači za istraživanje algi SPK su Boeing, Honeywell / UOP, Air New Zealand, Continental Airlines, Japan Airlines i General Electric. 

### FT-SPK
Druga opcija obuhvaća obradu krute biomase upotrebom pirolize za proizvodnju piroliznog ulja ili rasplinjavanjem kako bi se proizveo sintetički plin koji se zatim obrađuje u FT SPK (Fischer-Tropsch sintetički parafinski kerozin).

### Mogućnosti proizvođenja u budućnosti
Daljnja istraživanja provode se na osnovi alkohola gdje se alkoholi poput etanola ili butanola deoksidiraju i obrađuju u zrakoplovna goriva. Osim toga, istražuju se opcije koje koriste sintetičku biologiju za izravno stvaranje ugljikovodika.

## Komercijalni i demonstracijski letovi
Od 2008. gone proveden je velik broj testnih letova, a uz odobrenje ASTM-a u srpnju 2011., dogodio se i nekoliko komercijalnih letova s putnicimadi.

### Demonstracijski letovi
| Datum             | Operater                  | Platforma                      | Biogorivo |
| ----------------- | ------------------------- | ------------------------------ | --- |
| 2. listopada 2007 | GreenFlight International | Aero L-29 Delfín               | Otpadno bioulje                                                                                                  |
| Veljača 2008      | Virgin Atlantic           | Boeing 747                     | Kokos i palma |
| Prosinac 2008     | Air New Zealand           | Boeing 747                     | Jafora |
| Siječanj 2009     | Continental Airlines      | Boeing 737                     | Alge i jafora |
| Siječanj 2009     | Japan Airlines            | Boeing 747                     | Podlanak, alge i jafora                                                                                          |
| Travanj 2010      | US Navy                   | F/A-18                         | Podlanak |
| Ožujak 2010       | US Air Force              | A-10                           | Podlanak |
| Lipanj 2010       | Dutch Military            | Ah-64 Apache Helicopter        | Otpadno bioulje                                                                                                  |
| Lipanj 2010       | EADS                      | Diamond D42                    | Alge |
| Studeni 2010      | US Navy                   | MH-60S Seahawk                 | Podlanak |
| Studeni 2010      | TAM                       | Airbus 320                     | Jafora |
| Lipanj 2011       | Boeing                    | Boeing 747-8F                  | Podlanak |
| Lipanj 2011       | Honeywell                 | Gulfstream G450                | Podlanak |
| Kolovoz 2011      | US Navy                   | T-45                           | Podlanak |
| Rujan 2011        | US Navy                   | AV-8B                          | Podlanak |
| Listopad 2011     | Air China                 | Boeing 747-400                 | Jafora |
| Studeni 2011      | Continental Airlines      | Boeing 737-800                 | Alge |
| Studeni 2011      | Alaska Airlines           | Boeing 737 and Bombardier Q400 | Alge |
| Siječanj 2012     | Etihad Airways            | Boeing 777-300ER               | Otpadno bioulje                                                                                                  |
| Travanj 2012      | Qantas                    | Airbus A330                    | Rafinirano ulje iz kućanstva                                                                                     |
| Travanj 2012      | Porter Airlines           | Bombardier Q400                | Podlanak i kupusnjače                                                                                            |
| Listopad 2012     | NRC                       | Dassault Falcon 20             | Kupusnjače |
| Ožujak 2013       | Paramus Flying Club       | Cessna 182 Skylane             | Otpadno bioulje                                                                                                  |
| 28. kolovoza 2018 | Spicejet Airlines, India  | Bombardier Q400                | Ostaci u poljoprivrednoj proizvodnji, ne jestiva ulja i biorazgradive frakcije industrijskog i komunalnog otpada |

### Komercijalni letov
| Datum              | Operater               | Platforma        | Biogorivo                                    |
| ------------------ | ---------------------- | ---------------- | -------------------------------------------- |
| 30. lipnja 2011    | KLM                    | Boeing 737-800   | Otpadno bioulje                              |
| 15. srpnja 2011    | Lufthansa              | Airbus A321      | Jatropha, podlanak i životinjske masti       |
| 20. srpnja 2011    | Finnair                | Airbus A319      | Otpadno bioulje                              |
| Srpanj 2011        | Interjet               | Airbus A320      | Jatropha                                     |
| Kolovoz 2011       | AeroMexico             | Boeing 777-200   | Jatropha                                     |
| Listopad 2011      | Thomson Airways        | Boeing 757-200   | Otpadno bioulje                              |
| Studeni 2011       | Continental Airlines   | Boeing 737-800   | Alge                                         |
| 19. travnja 2012   | Jetstar Airways        | Airbus A320      | Rafinirano ulje iz kućanstva                 |
| 13. ožujka 2013    | KLM                    | Boeing 777-206ER | Otpadno bioulje                              |
| 16. svibnja 2014   | KLM                    | Airbus A330-200  | Otpadno bioulje                              |
| 4. kolovoza 2014   | Gol Transportes Aéreos | Boeing 737-700   | Otpadno bioulje i nejestivo kukuruzno ulje   |
| 7. studenoga 2014  | Scandinavian Airlines  | Boeing 737-600   | Otpadno bioulje                              |
| 11. studenoga 2014 | Scandinavian Airlines  | Boeing 737-700   | Otpadno bioulje                              |
| 21. ožujka 2015    | Hainan Airlines        | Boeing 737-800   | Otpadno bioulje                              |
| 31. ožujka 2016.   | KLM                    | Embraer 190      |                                              |
| 8. rujna 2016      | KLM                    | Boeing 737-400   | Otpadno bioulje                              |
| 1. svibnja 2017    | Singapore Airlines     | Airbus A350-900  | HEFA (hidroobrađeni esteri i masne kiseline) |

### Utjecaj na okoliš
Šumarski fakultet u Yaleu o jatrofi ( jednom od potencijalnih biogoriva)  procjenjuje se da bi ona mogla smanjiti emisiju stakleničkih plinova do 85% ako se koristi poljoprivredno zemljište ili ako se upotrebljava prirodna šuma moglo bi smanjiti emisiju stakleničkih plinova do 60%. Osim toga, biogoriva ne sadrže spojeve sumpora te stoga ne emitiraju sumporov dioksid. Postoje brojni standardi za certificiranje održivih biogoriva. Jedan takav standard koji često navode zrakoplovne tvrtke je onaj koji je razvio Okrugli stol za održiva biogoriva. Gotovo svi takvi standardi uključuju minimalni iznos smanjenja stakleničkih plinova i zahtjev da biogoriva ne konkuriraju hrani.